# Wiktor Tatarek
Wiktor Tatarek (ur. 1979 w Gdańsku) – polski gitarzysta, muzyk sesyjny.

## Życiorys
Absolwent wydziału jazzu Akademii Muzycznej w Katowicach.
Współpracował z takimi artystami jak Hania Stach, Ewa Bem, Marcin Nowakowski, Reni Jusis, Andrzej Dąbrowski, Mietek Szcześniak, Grażyna Łobaszewska, Justyna Steczkowska, Grażyna Łobaszewska, grupa Kombi. Grał w zespołach The Jet Set, Orkiestra Adama Sztaby. Występował w programach Tak to leciało!, Taniec z gwiazdami, Jak oni śpiewają.
Od 2009 członek zespołu Brathanki.

## Dyskografia

### Albumy
- 2006 Prowincja jest piękna (Grażyna Łobaszewska)
- 2007 Road To The Unknown (Mikołaj Majkusiak)[5]
- 2007 Ogień nocy (Robert Breen)[6]
- 2008 Małe rzeczy (Irena Jarocka)
- 2008 Te 30. urodziny (Martyna Jakubowicz)[7]
- 2010 Fair Of Noise (Wojciech Pilichowski)
- 2010 Utkane z Wyobrażeń (Magdalena Wójcik)
- 2017 Koncert 40-lecia (Kombi)

### Filmy
- 2007 0 1 0 (reż. Piotr Łazarkiewicz, muz. Antoni Łazarkiewicz)